# Reprezentacja Austrii na Mistrzostwach Świata w Narciarstwie Klasycznym 2009
Reprezentacja Austrii na Mistrzostwach Świata w Narciarstwie Klasycznym 2009 liczyła 17 sportowców. Reprezentacja ta zdobyła 2 złote medale i 1 srebrny, dzięki czemu zajęła 4. miejsce w klasyfikacji medalowej.

## Medale

### Złote medale
- Skoki narciarskie mężczyzn, normalna skocznia indywidualnie: Wolfgang Loitzl
- Skoki narciarskie mężczyzn, duża skocznia drużynowo: Wolfgang Loitzl, Martin Koch, Thomas Morgenstern, Gregor Schlierenzauer

### Srebrne medale
- Skoki narciarskie mężczyzn, normalna skocznia indywidualnie: Gregor Schlierenzauer

### Brązowe medale
Brak

## Wyniki

### Biegi narciarskie mężczyzn
Sprint
- Manuel Hirner – 47. miejsce (odpadł w kwalifikacjach)
- Harald Wurm – 54. miejsce (odpadł w kwalifikacjach)
- Martin Stockinger – 75. miejsce (odpadł w kwalifikacjach)

Bieg na 15 km
- Manuel Hirner – 46. miejsce

Bieg na 50 km
- Christian Hoffmann – 25. miejsce

### Biegi narciarskie kobiet
Bieg na 10 km
- Katerina Smutna – 24. miejsce

Bieg na 15 km
- Katerina Smutna – nie ukończyła

### Kombinacja norweska
Gundersen HS 134 / 10 km
- Bernhard Gruber – 11. miejsce
- Mario Stecher – 17. miejsce
- Marco Pichlmayer – 18. miejsce
- Christoph Bieler – 47. miejsce

Start masowy (10 km + 2 serie skoków na skoczni K90)
- Christoph Bieler – 6. miejsce
- Bernhard Gruber – 22. miejsce
- Mario Stecher – 22. miejsce
- Lukas Klapfer – nie wystartował

Gundersen (1 seria skoków na skoczni K90 + 10 km)
- Christoph Bieler – 8. miejsce
- Mario Stecher – 10. miejsce
- Bernhard Gruber – 11. miejsce
- Wilhelm Denifl – 30. miejsce

Kombinacja drużynowa
- Bernhard Gruber, Wilhelm Denifl, Christoph Bieler, Mario Stecher – 5. miejsce

### Skoki narciarskie mężczyzn
Normalna skocznia indywidualnie HS 100
- Wolfgang Loitzl – 1. miejsce, złoty medal
- Gregor Schlierenzauer – 2. miejsce, srebrny medal
- Thomas Morgenstern – 8. miejsce
- Martin Koch – 22. miejsce

Duża skocznia indywidualnie HS 134
- Gregor Schlierenzauer – 4. miejsce
- Wolfgang Loitzl – 6. miejsce
- Thomas Morgenstern – 10. miejsce
- Martin Koch – 16. miejsce

Duża skocznia drużynowo HS 134
- Wolfgang Loitzl, Martin Koch, Thomas Morgenstern, Gregor Schlierenzauer – 1. miejsce, złoty medal

### Skoki narciarskie kobiet
Normalna skocznia indywidualnie HS 100
- Daniela Iraschko – 4. miejsce
- Jacqueline Seifriedsberger – 12. miejsce